# 維倫洛斯

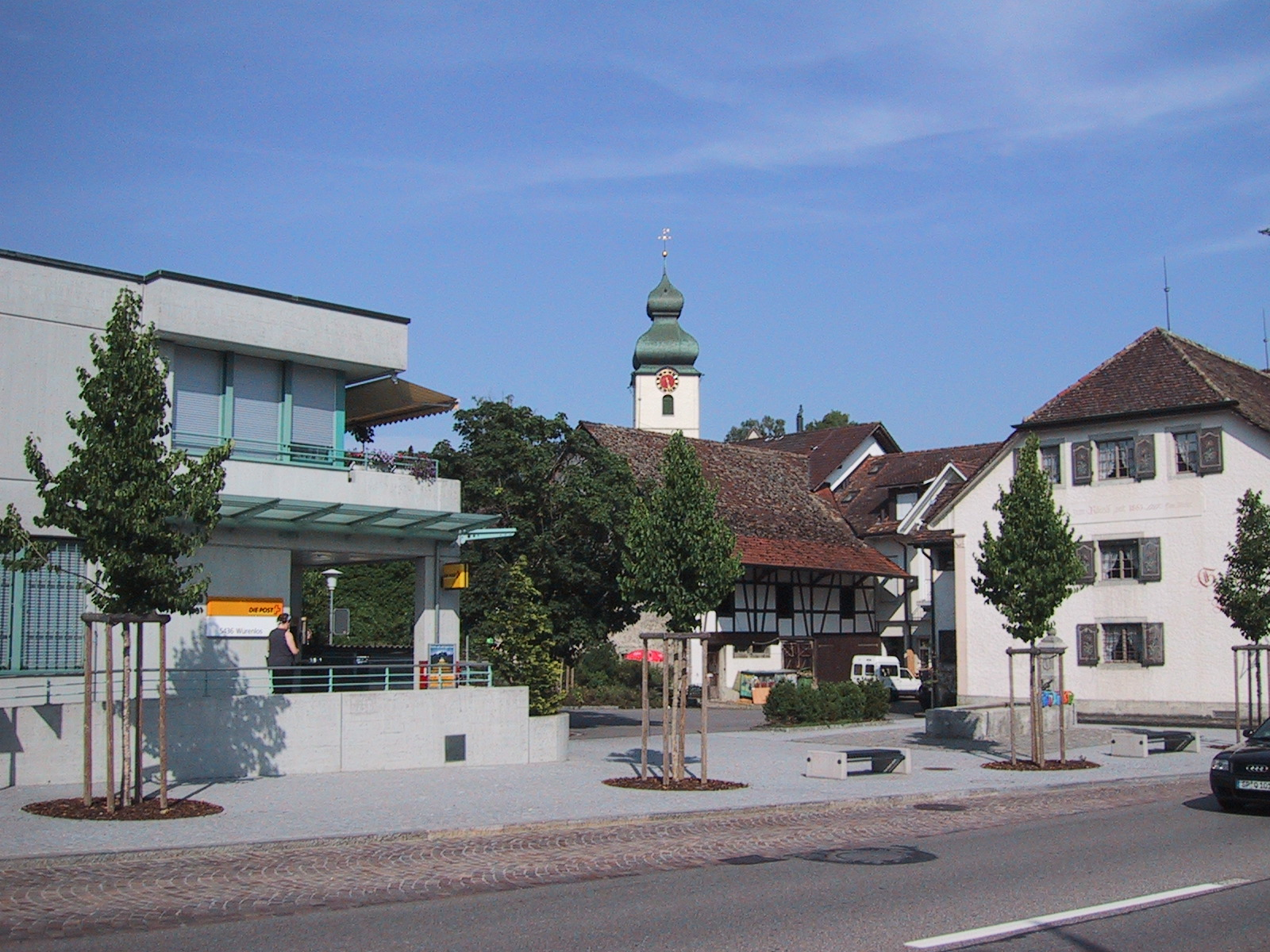

維倫洛斯是瑞士的城鎮，位於該國北部，由阿爾高州負責管轄，面積9.02平方公里，海拔高度421米，2012年人口5,848，四成半人口信奉羅馬天主教，人口密度每平方公里648人。

## 外部連結
- official website （页面存档备份，存于）